# Georges Pallu
Gabriel Georges Pallu (Paris, 4 de dezembro de 1869 — Neuilly-sur-Seine, 1 de setembro de 1948) foi um cineasta francês que iniciou carreira no início dos anos 1910.

## Biografia
Bacharel em direito pela Universidade de Paris, advogado e oficial da Marinha, foi Secretário do Ministro da Educação de França.
Apaixonado pelo cinematógrafo como amador, começou a fazer carreira profissional em 1911, abandonando a rotina do seu monótono trabalho de secretariado. Integrou assim os quadros técnicos da empresa de produção e de fabrico de material de cinema Pathé Frères.
Contratado pela produtora Invicta Film numa deslocação a França de responsáveis desta importante empresa da cidade do Porto, no momento da sua constituição, Georges Pallu trabalharia em Portugal durante cerca de cinco anos. Pioneira na produção industrial de filmes no país (1918), a Invicta manteve Pallu como colaborador até ao encerramento das suas atividades de produção (1924). Depois do seu regresso a França, Pallu realizou mais alguns filmes no seu país, até ao final da década de 1930.
Foi nomeado Cavaleiro da Ordem Militar de Cristo pelo Presidente da República portuguesa ("Diário do Governo", 2ª Série, 28 de dezembro de 1919).

## Filmografia
- Ceux de demain (1938)
- Un gosse en or (1938)
- La Fille de la Madelon (1937)
- Coeur de gosse (1936)
- La Rose effeuillée (1936)
- Les Deux 'Monsieur' de Madame (1933)
- La Vierge du rocher (1932)
- L’Etrange fiancée (1930)
- La Vie merveilleuse de Bernadette (1929)
- Le Permis d'aimer (1928)
- La Petite soeur des pauvres (1928)
- Les Coeurs héroïques (1927)
- Le Train de 8h 47 (1927)
- Phi-Phi (1926)
- La Rose effeuillée (1926)
- Le Secret d'une mère (1926)
- A Tormenta (1924)
- Lucros Ilícitos (1923)
- Cláudia (1923)
- Mulheres da Beira (1923)
- O Primo Basílio (1923)
- O Destino (1922)
- Amor de Perdição (1921)
- Quando o Amor Fala (1921)
- Os Fidalgos da Casa Mourisca (1920)
- O Amor Fatal (1920)
- Barbanegra (1920)
- A Rosa do Adro (1919)
- O Mais Forte (1919)
- O Comissário de Polícia (1919)
- Frei Bonifácio (1918)
- L'Etrangère (1917)
- La Confiance règne (1916)
- Alerte! (1912) (co-realizador)